# 石化蜥蜴
石化蜥蜴是角色扮演遊戲《龍與地下城》中所設定的一種魔物。生活在被遺忘的國度地底的幽暗地域。它身軀龐大，呼出的氣息是致命的毒氣，視線可以將獵物化為石像。